# Ловро Добричевић
Ловро Маринов Добричевић (итал. Lorenzo de Boninis, Lorenzo Bon, Lorenzo di Marino; Котор, око 1420 — Дубровник, 1478) био је сликар из 15. вијека, на прелазу из готике у ренесансу.

## Биографија
Школовао се у Венецији, а потом се преселио у Дубровник. Прво је почео да слика у српском православном манастиру Савина у Херцег Новом. Сликао је у доминиканским и фрањевачким манастирима у Дубровнику, а полиптих који је сликао се може наћи у цркви у Слану. Био је члан сликарске групе под називом Дубровачка сликарска школа, заједно са Николом Божидаревићем и другим сликарима. Осликавали су иконе и иконостасе у православним, као и полиптихе у католичким црквама.